# 2000
2000（二千、二〇〇〇、にせん）は、自然数または整数において、1999の次で2001の前の数である。

## 性質
- 2000は合成数であり、約数は1, 2, 4, 5, 8, 10, 16, 20, 25, 40, 50, 80, 100, 125, 200, 250, 400, 500, 1000, 2000である。
  - 約数の和は4836。
  - 493番目の過剰数である。1つ前は1998、次は2002。
- 400番目のハーシャッド数である。1つ前は1998、次は2001。
  - 2を基とする7番目のハーシャッド数である。1つ前は1100、次は10010。
- 1/2000 = 0.0005
  - 逆数が有限小数になる33番目の数である。1つ前は1600、次は2048。(オンライン整数列大辞典の数列 A003592)
  - 割合にすると0.05%、500ppmに当たる。
- 22番目のアキレス数である。1つ前は1944、次は2312。
- 2000 = 24 × 53
  - 2つの異なる素因数の積で p 4 × q 3 の形で表せる3番目の数である。1つ前は648、次は5000。(オンライン整数列大辞典の数列 A179666)
  - 2i × 5 j (i ≧ 0, j ≧ 0) の形で表せる34番目の数である。1つ前は1600、次は2048。(オンライン整数列大辞典の数列 A003592)
    - この数を基数とするN進法では有限小数になる。
例．1/2000 = 1/500(20) = 0.004(20)
- 2000 = 2 × 103
  - n = 10 のときの 2n 3 の値とみたとき、1つ前は1458、次は2662。(オンライン整数列大辞典の数列 A033431)
  - n = 3 のときの 2 × 10n の値とみたとき、1つ前は200、次は20000。
  - n = 2 のときの 1000n の値とみたとき1つ前は1000、次は3000。
- 2000 = 103 + 103
  - 2つの正の数の立方数の和で表せる68番目の数である。1つ前は1944、次は2060。(オンライン整数列大辞典の数列 A003325)
- 2000 = 5 × 202
  - n = 20 のときの 5n 2 の値とみたとき、1つ前は1805、次は2205。(オンライン整数列大辞典の数列 A033429)
  - n = 2 のときの 5 × 20n の値とみたとき、1つ前は100、次は40000。
- 2000 = 82 + 442 = 202 + 402
  - 異なる2つの平方数の和で表せる570番目の数である。1つ前は1997、次は2005。(オンライン整数列大辞典の数列 A004431)
  - 2つの平方数の和2通りで表せる144番目の数である。1つ前は1989、次は2005。
- 2000 = 122 + 162 + 402 = 202 + 242 + 322
  - 3つの平方数の和2通りで表せる256番目の数である。1つ前は1996、次は2088。(オンライン整数列大辞典の数列 A025322)
  - 異なる3つの平方数の和2通りで表せる278番目の数である。1つ前は1972、次は2017。(オンライン整数列大辞典の数列 A025340)
- 数の中に3桁のゾロ目をもつ28番目の数である。1つ前は1999、次は2111。(オンライン整数列大辞典の数列 A033284)
- 2000 = 452 − 25
  - n = 45 のときの n 2 − 25 の値とみたとき1つ前は1911、次は2091。(オンライン整数列大辞典の数列 A098603)
- 約数の和が2000になる数は2個ある。(1497, 1999) 約数の和2個で表せる121番目の数である。1つ前は1988、次は2054。
- 各位の和が2になる10番目の数である。1つ前は1100、次は10001。

### 他の進数での性質
- 三進法の数としてみることができる54番目の数である。1つ前は1222、次は2001。(オンライン整数列大辞典の数列 A007089)
  - 2000(3) = 33 × 2 + 32 × 0 + 31 × 0 + 30 × 0 = 54
- 四進法の数としてみることができる128番目の数である。1つ前は1333、次は2001。(オンライン整数列大辞典の数列 A007090)
- 五進法の数としてみることができる250番目の数である。1つ前は1444、次は2001。(オンライン整数列大辞典の数列 A007091)
- 六進法の数としてみることができる432番目の数である。1つ前は1555、次は2001。(オンライン整数列大辞典の数列 A007092)
- 七進法の数としてみることができる686番目の数である。1つ前は1666、次は2001。(オンライン整数列大辞典の数列 A007093)
- 六十進法の数としてみることができる1200番目の数である。1つ前は1959、次は2001。(オンライン整数列大辞典の数列 A055643)

## その他 2000 に関連すること
- 西暦2000年 - 20世紀最後の年。ミレニアム。
- 自動車のナンバープレートの希望番号制で「2000」は2004年5月6日まで抽選対象番号であった。
- 二千円紙幣は、2000年より発行された日本銀行券の一種。表の図案は首里城守礼門、裏の図案は紫式部と源氏物語絵巻である。
- 2000年問題とは、2000年になるとコンピュータが誤作動する可能性があるとされた問題。
- 二千年橋
  - 福岡県久留米市の筑後川に架かる橋。2000年3月完成。
  - 徳島県三好郡東みよし町の小川谷川に架かる農道橋（県道4号丸亀三好線から分岐）。腐蝕防止のため最初から錆させる耐候性鋼材を使用しているランガー橋である。2000年3月完成。
  - 大阪府枚方市の穂谷川に架かる橋。2001年3月完成。
  - 金峰2000年橋 - 鹿児島県南さつま市金峰町の木橋（ふるさと林道金峰山線の起点）。湾曲集成材のアーチ橋では最大規模（橋長42m）。2000年1月完成。
    - 橋周辺では2008年から2017年まで、毎年11月に「金峰2000年橋 竹とうろう祭り」を開催。また、2011年にはこの祭りをイメージした演歌『二千年橋、夢あかり』（歌：木佐貫泰子）が作られている。
- 2000系（2000を形式名に持つ鉄道車両のリスト）
- Microsoft Windows 2000は、OSの一つ。
- LOVE 2000は、2000年にそれぞれリリースされた、安室奈美恵とhitomiの楽曲。
- トヨタ・2000GTは、トヨタ自動車が発売しているスポーツカー。
- S2000は、本田技研工業が発売しているスポーツカー。
- ミラージュ2000は、フランスの戦闘機。
- ナイト2000は、テレビドラマナイトライダーに登場する架空の車。
- プロ野球で通算2000安打を達成すると、名球会入りの資格を得る。
- ヨネダ2000は、日本のお笑いコンビ。
- 二千語宣言
- RPGツクール2000はRPGツクールシリーズのひとつ。

## 2001 から 2999 までの整数

### 2001 から 2100 までの整数
- 2001 - 楔数
- 2002 =  34 + 54 + 64。
- 2003 - ソフィー・ジェルマン素数
- 2004 - ハーシャッド数
- 2016 - 三角数、倍積完全数672の約数の和である。
- 2017 - 素数
- 2018 = 72 + 82 + 92 + 102 + 112 + 122 + 132 + 142 + 152 + 162 + 172 + 182
- 2019 = 72 + 112 + 432 = 72 + 172 + 412 = 112 + 232 + 372 = 132 + 132 + 412 = 172 + 192 + 372 = 232 + 232 + 312、3つの素数の平方和6通りで表せる最小の数
- 2020 - ハーシャッド数
- 2024 - 三角錐数
- 2025 = 452 = 13 + 23 + 33 + 43 + 53 + 63 + 73 + 83 + 93、中心つき八角数
- 2026 - 半素数、不足数、ハッピー数
- 2027 - 2029と組で62番目の双子素数、安全素数、スーパー素数
- 2028 = 133 - 132
- 2030 = 212 + 222 + 232 + 242 = 252 + 262 + 272
- 2031 - 中心つき五角数
- 2039 - ソフィー・ジェルマン素数、安全素数
- 2040 - 双子素数の和 (1019 + 1021)
- 2047 = 211 - 1 = 23 × 89、メルセンヌ数で指数が素数であるが素数にならない最小の数、超プーレ数（英語版）、十角数
- 2048 = 211 、2の冪乗
- 2056 - 16 × 16 の魔方陣の一列の和
- 2063 - ソフィー・ジェルマン素数、安全素数、スーパー素数
- 2069 - ソフィー・ジェルマン素数
- 2070 = 45 × 46 、矩形数
- 2080 - 三角数
- 2081 - 2083と組で63番目の双子素数、8番目の四つ子素数 (2081, 2083, 2087, 2089)、スーパー素数
- 2087 - 2089と組で64番目の双子素数
- 2099 - 安全素数、スーパー素数、高度コトーティエント数（英語版）

### 2101 から 2200 までの整数
- 2101 - 中心つき七角数
- 2107 - 第1定義のルース＝アーロン・ペア(2107, 2108)
- 2109 - 四角錐数
- 2111 - 2113と組で65番目の双子素数
- 2113 - プロス素数
- 2116 = 462
- 2125 - 九角数
- 2127 - 最初から34個の素数の和
- 2129 - 2131と組で66番目の双子素数、ソフィー・ジェルマン素数
- 2141 - 2143と組で67番目の双子素数、ソフィー・ジェルマン素数
- 2145 - 三角数
- 2162 - 矩形数
- 2163 = 460 + 461 + 462、この形で表せる4番目の楔数である。1つ前は1407、次は2451。
- 2169 = 112 + 211
- 2176 - 五角錐数、中心つき五角数
- 2178 - 4を掛けると逆になる数(2178 × 4 = 8712)
- 2184 - 12番目の三連続積数。1つ手前は1716、次は2730。
- 2187 = 37 、3の累乗数。ヴァンパイア数、完全トーティエント数、5番目のナイスフリードマン数  (2 + 18)7。
- 2188 - モツキン数
- 2199 - 完全トーティエント数

### 2201 から 2300 までの整数
- 2201 - 立方数が回文数になる8番目の数である。ただし非回文数では最小である。(22013 = 10662526601)
- 2205 - 奇数の過剰数
- 2207 - 安全素数、リュカ数
- 2208 - キース数（英語版）
- 2209 = 472、中心つき八角数
- 2211 - 三角数
- 2221 - スーパー素数、新約聖書の最後はヨハネ黙示録22章21節である。「主イエスの恵みが、一同の者と共にあるように。」(ヨハネ黙示録 22章21節)
- 2223 - 第1定義のカプレカ数
- 2232 - 十角数
- 2237 - 2239と組で68番目の双子素数、2239
- 2255 - 八面体数
- 2256 - 矩形数
- 2267 - 2269と組で69番目の双子素数
- 2269 - スーパー素数
- 2273 - ソフィー・ジェルマン素数
- 2275 = 14 + 24 + 34 + 44 + 54 + 64
- 2276 - 最初から35個の素数の和、中心つき七角数
- 2278 - 三角数
- 2299 - 第1定義のルース=アーロン・ペア (2299, 2300)
- 2300 - 三角錐数

### 2301 から 2400 までの整数
- 2301 - 九角数
- 2304 = 482、9と256の最小公倍数。
- 2309 - 2311と組で70番目の双子素数、高度コトーティエント数。
- 2310 - 素数階乗、11までの全ての素数で割り切れる最小の数。
- 2326 - 中心つき五角数
- 2331 - 中心つき立方体数
- 2333 - 23,233に次ぐ2の後に3が続く形の素数。ちなみに23333も素数。
- 2339 - 2341と組で71番目の双子素数、ソフィー・ジェルマン素数、ペントミノを6×10の箱に詰める問題の解の数。
- 2341 - スーパー素数
- 2346 - 三角数
- 2351 - ソフィー・ジェルマン素数、スーパー素数
- 2352 - 矩形数
- 2353 - n を基とする n 番目のハーシャッド数[1]
- 2378 - ペル数
- 2381 - 2383と組で72番目の双子素数、スーパー素数
- 2393 - ソフィー・ジェルマン素数
- 2397 = 22 + 32 + 52 + … + 232 + 292 、最初から10個の素数の2乗の和。
- 2398 - 22を基とする最小のハーシャッド数
- 2399 - ソフィー・ジェルマン素数
- 2400 - ハーシャッド数

### 2401 から 2500 までの整数
- 2401 = 74 = 492、四乗数、十八進法で 777(18) 、中心つき八角数
- 2415 - 三角数
- 2417 - スーパー素数
- 2425 - 十角数
- 2427 = 21 + 42 + 23 + 74[2]、最初から36個の素数の和
- 2431 - 2桁素数同士が積の楔数で最小値（11×13×17）
- 2447 - 安全素数
- 2450 - 矩形数
- 2451 = 490 + 491 + 492 、この形で表せる5番目の楔数である。1つ前は2163、次は3451。
- 2458 - 中心つき七角数
- 2459 - ソフィー・ジェルマン素数、安全素数
- 2460 - 双子素数の和(1229 + 1231)
- 2465 - 17 × 17 の魔方陣の一列の和、カーマイケル数
- 2470 - 四角錐数
- 2477 - スーパー素数
- 2481 - 中心つき五角数
- 2484 - 九角数
- 2485 - 三角数
- 2491 - 第2定義のルース=アーロン・ペア (2491, 2492)
- 2500 = 502、フリードマン数

### 2501 から 2600 までの整数
- 2502 = 2 + 502、6番目のナイスフリードマン数
- 2519 - 10で割ると9余り、9で割ると8余り、8で割ると7余り、…、2で割ると1余るという性質をもつ数のうちで最小の数。(オンライン整数列大辞典の数列 A070198)
- 2520 - 高度合成数、1から10までの全てで割り切れる最小の数。複数の基数におけるハーシャッド数。
- 2530 - 37 + 73
- 2534 - nを基とするn番目のハーシャッド数[1]
- 2543 - ソフィー・ジェルマン素数
- 2549 - 2551と組で73番目の双子素数、ソフィー・ジェルマン素数、スーパー素数
- 2550 - 矩形数
- 2556 - 三角数、最小の友愛的三対(1980, 2016, 2556)を構成する数字の1つ
- 2568 - 1000!の十進法における桁数(オンライン整数列大辞典の数列 A034886)
- 2579 - 安全素数
- 2580 - キース数
- 2584 = 73 + 83 + 93 + 103 、フィボナッチ数、最初から37個の素数の和
- 2591 - 2593と組で74番目の双子素数
- 2592 = 25 × 92、2i3 jの形の合成数。7番目のナイスフリードマン数
- 2600 - 第1定義のルース=アーロン・ペア (2600, 2601)、三角錐数

### 2601 から 2700 までの整数
- 2601 = 512、五角錐数、中心つき八角数
- 2604 - 双子素数の和(1301 + 1303)
- 2609 - スーパー素数
- 2620 - 友愛数(2620, 2924)
- 2626 - 十角数
- 2628 - 三角数
- 2640 - 双子素数の和(1319 + 1321)
- 2641 - 中心つき五角数
- 2647 - スーパー素数、中心つき七角数
- 2652 - 矩形数
- 2657 - 2659と組で75番目の双子素数
- 2674 - 九角数
- 2683 - スーパー素数
- 2687 - 2689と組で76番目の双子素数
- 2689 - プロス素数
- 2693 - ソフィー・ジェルマン素数
- 2699 - ソフィー・ジェルマン素数

### 2701 から 2800 までの整数
- 2701 - 三角数、超プーレ数
- 2704 = 522
- 2711 - 2713と組で77番目の双子素数
- 2719 - スーパー素数
- 2728 - 第1定義のカプレカ数
- 2729 - 2731と組で78番目の双子素数、高度コトーティエント数
- 2730 - 13番目の三連続積数。1つ手前は2184、次は3360。
- 2736 - 八面体数
- 2737 - 8番目のナイスフリードマン数（2737 = (2 × 7)3 - 7）
- 2741 - ソフィー・ジェルマン素数
- 2747 - 最初から38個の素数の和
- 2749 - スーパー素数
- 2753 - ソフィー・ジェルマン素数、プロス素数
- 2756 - 矩形数
- 2775 - 三角数
- 2783 - 第1定義のルース=アーロン・ペア (2783, 2784)
- 2784 - 第1定義のルース=アーロン・ペア (2783, 2784)
- 2789 - 2791と組で79番目の双子素数

### 2801 から 2900 までの整数
- 2801 = 70 + 71 + 72 + 73 + 74、2803と組で80番目の双子素数。
- 2803 - スーパー素数
- 2806 - 中心つき五角数
- 2809 = 532、中心つき八角数
- 2819 - ソフィー・ジェルマン素数、安全素数
- 2821 - カーマイケル数
- 2835 - 奇数の過剰数、十角数
- 2843 - 中心つき七角数
- 2850 - 三角数
- 2856 - 双子素数の和(1427 + 1429)
- 2862 - 矩形数
- 2870 - 四角錐数
- 2871 - 九角数
- 2872 - テトラナッチ数
- 2879 - 安全素数
- 2897 - スーパー素数、マルコフ数

### 2901 から 2999 までの整数
- 2903 - ソフィー・ジェルマン素数、安全素数
- 2904 - 双子素数の和(1451 + 1453)
- 2909 - スーパー素数
- 2914 - 最初から39個の素数の和
- 2916 = 542、ハーシャッド数、フリードマン数
- 2924 - 友愛数(2620, 2924)
- 2925 - 18 × 18 の魔方陣の一列の和、三角錐数
- 2926 - 三角数
- 2939 - ソフィー・ジェルマン素数
- 2963 - ソフィー・ジェルマン素数、安全素数
- 2964 - 連続するスミス数のペア(Smith brothers)(2964, 2965) en:Smith number参照
- 2969 - 2971と組で81番目の双子素数、ソフィー・ジェルマン素数
- 2970 - 調和数、矩形数
- 2976 = 6 × 496 、2つの完全数の積、中心つき五角数。
- 2999 - 3001と組で82番目の双子素数、1000の倍数を跨ぐ双子素数では最小、安全素数